# Grigorij Roszal
Grigorij Lwowicz Roszal (ros. Григо́рий Льво́вич Роша́ль, ur. 9 października?/21 października 1899 w Nowozybkowie, zm. 11 stycznia 1983 w Moskwie) – radziecki reżyser filmowy oraz scenarzysta. Ludowy Artysta ZSRR (1967). Dwukrotny laureat Nagrody Stalinowskiej (1950, 1951). 
Sukces przyniosły mu filmy Życie dla nauki oraz Musorgski. W obu filmach reżyserowi udało się zachować równowagę pomiędzy poważnym, popularyzatorskim wykładem o wielkości uczonego i kompozytora a historią charakterów.
Został pochowany na Cmentarzu Kuncewskim w Moskwie.

## Wybrana filmografia

### Reżyseria
- 1928: Salamandra
- 1934: Petersburskie noce
- 1939: Rodzina Oppenheimów
- 1941: Rodzina Artamonowów
- 1949: Życie dla nauki
- 1950: Musorgski
- 1953: Rimski-Korsakow

### Scenariusz
- 1935: Nowy Guliwer

## Nagrody i odznaczenia
- Zasłużony Działacz Sztuk RFSRR (1934)
- Order Czerwonego Sztandaru Pracy (1938)
- Nagroda Stalinowska (1950) - za film Życie dla nauki (1949)
- Nagroda Stalinowska (1951) - za film Musorgski (1950)
- Ludowy Artysta RFSRR (1959)
- Ludowy Artysta ZSRR (1967)

Źródło: